# Hermann Altmann
Hermann Altmann (* 19. Juli 1873 in Angerburg, Ostpreußen, Regierungsbezirk Gumbinnen; † 4. November 1940 in Weißwasser) war ein deutscher Arzt. Nach seinem Medizinstudium ließ er sich in Weißwasser/O. L. nieder, wo er nach über 37 Jahren Wirken von den Nationalsozialisten in den Tod getrieben wurde.

## Leben
Altmann stammte aus einem jüdischen Elternhaus, sein Vater Abraham A. M. Altmann war Rabbiner, seine Mutter hieß Chanange. Er hatte fünf Geschwister namens Moritz, Max, Bernhard, Lotte und Cäcilie. Er besuchte eine Vorbereitungsschule und lernte ab Ostern 1886 am Gymnasium in Posen. Im Jahr 1891 bestand er dort das Abitur und war ab Mai bereits an der Friedrich-Wilhelms-Universität Berlin immatrikuliert, wo er Medizin studierte. Er war dort Mitglied einer schlagenden Verbindung. Nach einer Unterbrechung seines Studiums legte er die ärztliche Vorprüfung zu Ostern 1899 ab.
Altmann heiratete vor 1903 die damals etwa 28-jährige Frieda Petzold, die am 10. Januar 1914 starb. Mit ihr hatte er eine Tochter Ruth.
Am 21. Februar 1903 erhielt Altmann die Approbation mit dem Prädikat „gut“. Er reichte seine Dissertation an der Leipziger Universität ein und erhielt die Druckgenehmigung am 25. November 1903. Schon am 15. Oktober gab Dr. Altmann die Eröffnung seiner Praxis in Weißwasser/O. L., im Haus des Restaurants Zum Prälaten, der späteren Gaststätte Schlachteplatte, in der Bautzener Straße als praktischer Arzt, Wundarzt und Geburtshelfer in der örtlichen Presse bekannt. Er war damit der vierte Mediziner der Stadt.
Bereits am 11. Februar 1904 hatte der Gemeindevorstand Weißwasser beschlossen, dem Vorschlag der Armenkommission zu folgen und ihn als Armen-, d. h. Fürsorgearzt zu berufen. Altmann trat der Synagogengemeinde Görlitz bei.
Um das Jahr 1907 herum verlegte er seine Praxis ins Wohn- und Geschäftshaus des Kaufmanns Gustav Handrick in der Friedrichstraße, Ecke Bismarckstraße 4 später 9, heute Dr. Altmann-Straße, Ecke Straße der Glasmacher.
Während des Ersten Weltkrieges diente er in der Preußischen Armee als Stabsarzt. Im Kaiserlich-Deutschen Heer und hoch zu Ross war er bei der Verwundetenversorgung unterwegs.
Altmann war auch Begründer der kommunalen Jugendbetreuung in Weißwasser. Wohl seine bedeutendste Leistung für Weißwasser war sein Engagement für die jüngsten Einwohner des Ortes. Besonders den Kindern und Jugendlichen schenkte er seine Aufmerksamkeit, sie hatten während der Hungerjahre im Ersten Weltkrieg am meisten gelitten. Ein soziales Aufgabengebiet, das zu dieser Zeit noch keine Selbstverständlichkeit war.
Am 4. März 1919 wählte ihn die Gemeindevertretung in den Gesundheitsausschuss, in dem er sich jahrelang engagierte. Gleichzeitig wurde er Mitglied der Armenkommission und Polizeiarzt.
An die Fortbewegung zu Pferd hatte er sich so sehr gewöhnt, dass er noch in Friedenszeiten seine Patienten in und um Weißwasser auf diese Art aufsuchte. Später benutzte er einen Pferdewagen, eine Kutsche, ein Fahrrad und schließlich ein Auto, in welchem ihn sein Schwager Erich Hänsler chauffierte. Er genoss deshalb in der Bevölkerung einen außerordentlichen Ruf.
Während der Mangeljahre, besonders während des Kohlrübenwinters 1916/17, litt vor allem der Gesundheitszustand der Kinder und Jugendlichen. Im Rahmen einer Hilfsaktion sollten alle Schulkinder ab November 1920 ärztlich untersucht werden, um den Grad der Unterernährung festzustellen. wofür unter anderen auch Altmann verpflichtet wurde. Kurz darauf gab es die Feststellung, dass Altmann das Problem mit den Kindern allein zu bewältigen habe, denn er war der Armen- und Polizeiarzt. Viele Eltern konnten diese obligatorische Untersuchung nicht bezahlen und so wurde dem Mediziner notgedrungen ab Dezember 1921 nach den schiedsgerichtlichen und tariflichen Bedingungen eine Erhöhung seines Honorars vom Gemeinderat zugebilligt. Als Ergebnis der Untersuchung riet Dr. Altmann dem Gemeinderat von Weißwasser, die Quäkerspeisung (Schulspeisung) wenigstens für eine gewisse Zeit einzuführen und vierzigtausend Mark für die Beschaffung von Bekleidung für arme Kinder bereitzustellen, an tuberkulose- und drüsenkranke Kinder sollten Bäder verabreicht werden. Seine Bitte, einige Zeit für diese Kinder das Betriebsbad des größten Glashüttenunternehmens im Ort, die Vereinigten Lausitzer Glaswerke, zu nutzen, wurde abgelehnt. Die Gemeindeverwaltung verhandelte nun ihrerseits erfolglos mit dem Gastwirt Simoßeck in Hermannsdorf, später Gaststätte Max, um dessen weitaus kleinere Badeanstalt dafür nutzen zu können. Für besonders schwer an Unterernährung erkrankte Kinder bewirkte Hermann Altmann aber, dass sie zu einem Kuraufenthalt in die Schweiz reisen konnten und das „… besonders arme Kinder die Kosten von der Gemeindekasse ersetzt bekommen sollten.“
Aus seiner zweiten Ehe mit Martha Jäckel (* 20. September 1893) stammt seine zweite Tochter namens Hannelore, die am 9. Juli 1924 in Görlitz geboren wurde.
In den Jahren bis 1933 erwarb er sich große Verdienste bei der Bekämpfung der Tuberkulose, die in der von Glashütten dominierten Gemeinde einen günstigen Nährboden fand. Sie war faktisch Berufskrankheit der Glasmacher und betraf viele Familien. Das war eine große Herausforderung und machte ihn mit einem Großteil der Bevölkerung bekannt. Altmann setzte dazu als einer der ersten Ärzte in Deutschland ein Röntgengerät ein, das er als erster Arzt in Weißwasser in seiner Praxis benutzte, und war damit seinen Berufskollegen voraus. Bei der Bedienung half ihm wiederum sein Schwager.
Als Schularzt, als Polizeiarzt und als Leiter der Mütter-, Säuglings- und Eheberatungsstelle übernahm er weitere Aufgaben im öffentlichen Gesundheits- und Sozialwesen und genoss deshalb wegen seines intensiven Einsatzes großes Vertrauen in der Bevölkerung.
Unmittelbar nach der Machtergreifung verlor Dr. Altmann zunächst seine ärztlichen Nebenämter. Die Approbation wurde ihm mit Rücksicht auf seine Tätigkeit als Stabsarzt in der preußischen Armee während des Ersten Weltkrieges, die Eröffnung seiner Arztpraxis vor 1914 und seine große Popularität erst zum 30. September 1938 entzogen. Ungeachtet dessen waren er und seine Familie in besonderem Maße dem Hass der Nationalsozialisten nach dem 10. November des Jahres ausgesetzt, Wohnung und Praxis wurden restlos zerstört. Er selbst war mit Frau und Tochter Zielscheibe wüster Beschimpfungen durch SA-Männer und führende Funktionäre der NSDAP. Trotz Drohungen fanden sich mehrere Helfer, die bei der Betreuung der Familie und der Wiederherstellung der Wohnung Hilfe leisteten.
Die fortgesetzten Drangsalierungen und die Informationen seiner Tochter Ruth über die Kennzeichnungspflicht und die Verhältnisse im Warschauer Ghetto ab Oktober 1940 ließen seinen Widerstand erlahmen. Am 4. November 1940 schied er durch Suizid mittels einer Überdosis Morphium aus dem Leben. Obwohl Weißwasser über ein jüdisches Gräberfeld verfügte, durfte er auf diesem nicht beerdigt werden, da die Behörden eine Demonstration fürchteten. Sein Grab befindet sich auf dem Jüdischen Friedhof in Görlitz, Feld H Nr. 33. Der Grabstein aus Syenit trägt die Inschrift Hier fand Hermann Altmann aus Weißwasser seine Ruhe. Edel und hingebend war Deine Liebe, selbstlos und hochherzig Dein Tun.
Die Tochter Hannelore hatte am 18. Mai 1939 mit einem Kindertransport über Hamburg nach England flüchten können. Sie erwarb durch Heirat die britische Staatsbürgerschaft. Als Mss. Broodbank verlor sich ihre Spur. Nach dem Krieg folgte ihr die Mutter. Altmanns Haus wurde durch die Kriegsereignisse im April 1945 völlig zerstört.

## Werke
- Über Erkrankungen des Nervensystems infolge von Keuchhusten
- Inauguraldissertation zur Erlangung der Doktorwürde in der Medicin, Chirurgie und Geburtshilfe der Hohen Medicinischen Fakultät der Universität Leipzig, Weißwasser O.-L – 1903 Druck und Verlag von Emil Hampel

## Ehrungen
- In Weißwasser, der Stadt seines Wirkens, wurde 1991 die Straße, in der Dr. Altmann lange Zeit eine Praxis betrieb, nach ihm benannt.
- In Freising-Sünzhausen gibt es das Hermann-Altmann-Haus[1]